# الموسايتا
بلدية المَوسِطة أو (نقحرة: الموسايتا) (بالإسبانية: Almócita)‏, هي بلدية تقع في مقاطعة المرية. جنوب شرق إسبانيا. يبلغ عدد سكانها 167 نسمة.

## وصلات خارجية
- (بالإسبانية)